# Faille de Chixoy-Polochic
La faille de Chixoy-Polochic, ou de Cuilco-Chixoy-Polochic est une faille majeure qui traverse le Guatemala et le sud-ouest du Mexique. La trace de la faille court d'est en ouest depuis la côte Caraïbe du Guatemala jusqu'au Chiapas et sa trace est soulignée de profondes vallées occupées par les rivières Polochic, Chixoy et Cuilco. 

## Étendue, vitesse de déplacement et déplacement total
La faille de Chixoy-Polochic est une large faille crustale, verticale, décrochante  senestre, parallèle à la faille de Motagua, mais localisée 80 km plus nord. Les deux failles prolongent à terre les failles bordières sud de la fosse des Caïmans dans la mer des Caraïbes. Elles forment la limite entre la plaque caraïbe et la plaque nord-américaine. À l'est, les deux failles se rejoignent au large en mer des Caraïbes. À l'ouest, la faille de Polochic rejoint la faille de Tonala, à l'ouest  du Chiapas. Elle ne semble pas se continuer vers l'ouest à travers la plaine côtière pacifique, ni plus loin en mer à travers la marge continentale jusqu'à la fosse des Cocos.
La faille de Chixoy-Polochic a un déplacement total de 125 km, bien contraint par le décalage des axes de plis « laramides » d'âge Éocène ou Oligocène. Sa vitesse de déplacement moyenne a été de 4,8 ± 2,3 mm/an au cours des dix mille ans, de 2.5–3.3 mm/an au cours des 7 à 10 derniers millions d'années, et à moins de 5 mm/an pendant le cycle interseismic actuel (depuis 1976).

## Sismicité
Bien que les séismes les plus importants du siècle passé se soient produits sur la faille de Motagua, plusieurs études suggèrent que la faille de Chixoy-Polochic est capable d'engendrer des tremblements de terre majeurs tout aussi importants. Un séisme de magnitude de 7.5–7.8 Mw s'est produit en 1816 dans l'ouest du Guatemala et au Chiapas, et a été attribué à la faille de Polochic, bien que cela soit contesté,. Les preuves géologiques d'activité les plus récentes indiquent qu'au moins cinq déplacements se sont produits entre 17 ka et 13 ka BP, et que des déplacements asismiques se sont produits ces cinq derniers siècles. Au moins un séisme de magnitude forte à très forte s'est produit entre 850 EC et 1400 CE, et notamment un essaim de quatre tremblements de terre en 60 ans au cours de l'effondrement de la civilisation Classique Maya. La faille possède un comportement microsismique entre 5 km à 10 km , laquelle peut représenter une zone bloquée. Seuls des séismes de magnitude ≤ 5,6 Mw ont eu lieu sur la faille depuis le début des enregistrements instrumentaux au Guatemala (vers 1920).